# BRIT Awards 2012

Логотип премии 2012 года

32-я церемония BRIT Awards состоялась 21 февраля 2012 года в Лондоне на стадионе «Арена О2». В данном списке представлены номинанты и лауреаты премии.

## Выступления
Выступили следующие исполнители:
- Адель
- Blur
- Бруно Марс
- Coldplay
- Эд Ширан
- Florence and the Machine
- Ноэл Галлахер
- Рианна

## Номинации

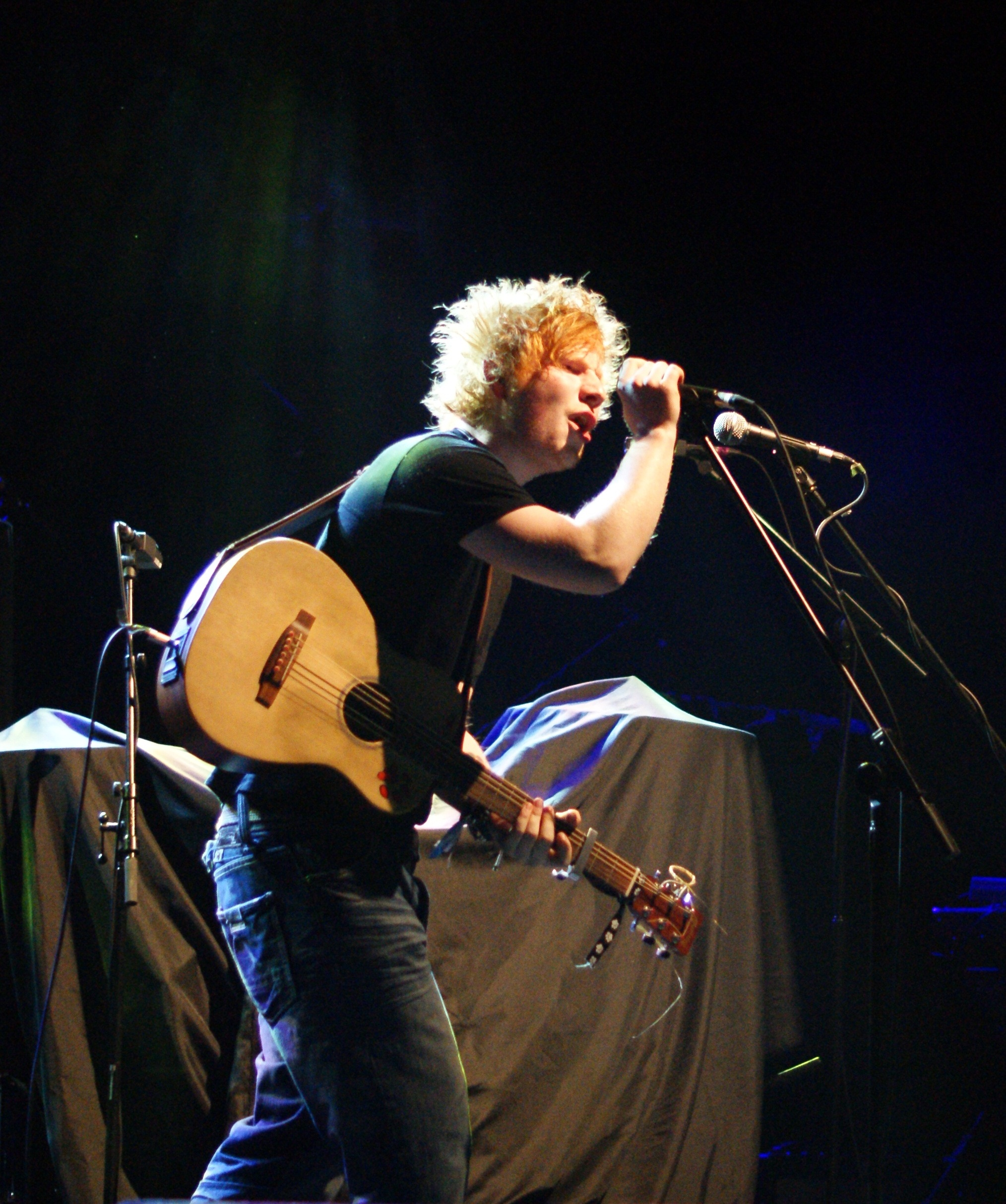
Эд Ширан — лидер по числу номинаций BRIT Awards-2012

Номинанты были объявлены 12 января 2012 года. В этом году категории в основном остались без изменений, но премия за «Лучший международный альбом» была исключена. Лидером по числу номинаций стал певец Эд Ширан: он был заявлен в четырёх категориях. Также стало известно, что букмекеры отказались принимать ставки в категории «Лучшая британская певица», поскольку посчитали очевидной победу Адели.

### Британская секция

#### Британский певец (British Male Solo Artist)
- Эд Ширан
- Джеймс Блейк
- Джеймс Моррисон
- Noel Gallagher’s High Flying Birds
- Профессор Грин

#### Британская певица (British Female Solo Artist)
- Адель
- Florence and the Machine
- Джесси Джей
- Кейт Буш
- Лора Марлинг

#### Британский прорыв (British Breakthrough Act)
- Анна Кальви
- Эд Ширан
- Эмели Санде
- Джесси Джей
- The Vaccines

#### Британская группа (British Group)
- Arctic Monkeys
- Chase & Status
- Coldplay
- Elbow
- Kasabian

#### Британский сингл (British Single)
- Адель — «Someone Like You»
- Эд Ширан — «The A Team»
- Example — «Changed the Way You Kiss Me»
- Джесси Джей при участии B.o.B — «Price Tag»
- JLS при участии Дев — «She Makes Me Wanna»
- Military Wives/Гарет Мэлоун — «Wherever You Are»
- Олли Мерс при участии Rizzle Kicks — «Heart Skips a Beat»
- One Direction — «What Makes You Beautiful»
- Пикси Лотт — «All About Tonight»
- The Wanted — «Glad You Came»

#### Премия Mastercard британскому альбому года (Mastercard British Album of the Year)
- Адель — 21
- Coldplay — Mylo Xyloto
- Эд Ширан — +
- Florence and the Machine — Ceremonials
- Пи Джей Харви — Let England Shake

#### Британский продюсер (British Producer)
- Пол Эпворт
- Флад
- Итан Джонс

### Зарубежная секция

#### Зарубежный певец (International Male Solo Artist)
- Алоэ Блэк
- Bon Iver
- Бруно Марс
- Давид Гетта
- Райан Адамс

#### Зарубежная певица (International Female Solo Artist)
- Бейонсе
- Бьорк
- Файст
- Леди Гага
- Рианна

#### Зарубежная группа (International Group)
- Fleet Foxes
- Foo Fighters
- Джей-Зи и Канье Уэст
- Lady Antebellum
- Maroon 5

#### Зарубежный прорыв (International Breakthrough Act)
- Алоэ Блэк
- Bon Iver
- Foster the People
- Лана Дель Рей
- Ники Минаж

### Премия за выдающийся вклад в развитие музыки (Outstanding Contribution to Music)
- Blur

### Выбор критиков (Critics Choice)
1. Эмели Санде
2. Маверик Сейбер
3. Майкл Киванука